# Jäckchenkleid

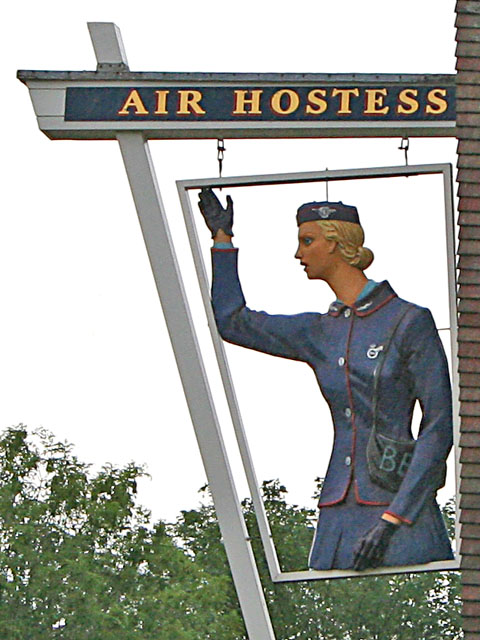
Darstellung einer Flugbegleiterin in einem Jäckchenkleid der 1960er Jahre

Ein Jäckchenkleid besteht aus der Kombination eines Kleides mit dazugehörigem Jäckchen.  Das Jäckchenkleid ist ein Diminutiv des Jackenkleides. Von diesem wird umgangssprachlich Gebrauch gemacht, wenn die Jacke etwas kürzer, demnach eher ein Jäckchen ist. In Europa war es besonders in den 1930er und 1950er Jahren in Mode.
Historische Vorläufer waren der im 18. Jahrhundert verbreitete Jackentyp Caraco, die Schoßtaille und die Chemisette zur Zeit der Krinoline.
Das Jäckchenkleid ist auch eine typische Berufs- oder Arbeitskleidung, da das Jäckchenkleid die nötige Bewegungsfreiheit verschafft und an warmen Tagen die Möglichkeit bietet, sich des Jäckchens zu entledigen und dennoch angemessen gekleidet zu sein. Es fand im 20. Jahrhundert beispielsweise bei Flugbegleiterinnen und Beamtinnen der Deutschen Bundespost Verwendung.
Die Kölschrock-Band BAP verewigte das Jäckchenkleid in dem Song Saach, wat ess bloß passiert als Symbol der „Bussi-Bussi-Gesellschaft“ – in der zweiten Strophe heißt es über eine Frau, die sich neuerdings in „besseren“ Kreisen bewegt:

„Op dinger Täsch steht: MCM.
Läufs du demnähx mem Pudel römm,
Em Jäckchekleid wie ’n Lottofee,
Met Bussi do un Bussi he?
Ahn wat für Köpp häss du jetz Spaß?
Stemmp, die hätts du met mir verpass.
Okay, vun mir uss, Frollein vun un zo,
Ich wünsch dir ’n schön Saison
Met dingem Gigolo.“

„Auf deiner Tasche steht: MCM.
Läufst du demnächst mit ’nem Pudel ’rum,
Im Jäckchenkleid wie ’ne Lottofee,
Mit Bussi da und Bussi hier?
An was für Köpfen hast du jetzt Spaß?
Stimmt, die hättest du mit mir verpasst.
Okay, von mir aus, Fräulein „von und zu“,

Ich wünsch dir ’ne schöne Saison
Mit deinem Gigolo.“